# Alto (logiciel)
Pour les articles homonymes, voir Alto.
Alto est un logiciel de présentation des comptabilités fournies sous la forme d'un fichier des écritures comptables, aux divers formats des logiciels utilisés par les PME du porte-feuille des Directions régionales de contrôle fiscal.
Il a servi de modèle à l'outil AltoWeb utilisé par la DVNI pour le contrôle de comptabilité des grandes entreprises.